# IC 141
IC 141 ist eine Balken-Spiralgalaxie vom Hubble-Typ SBbc im Sternbild Walfisch in der Umgebung des Himmelsäquators. Sie ist schätzungsweise 500 Millionen Lichtjahre von der Milchstraße entfernt.
Das Objekt wurde am 5. Dezember 1891 vom französischen Astronomen Stéphane Javelle entdeckt.